# Брондани, Жан-Клод
Жан-Клод Брондани́ (фр. Jean-Claude Brondani; 2 февраля 1944, Уй) — французский дзюдоист тяжёлой весовой категории, выступал за сборную Франции в середине 1960-х — начале 1970-х годов. Бронзовый призёр летних Олимпийских игр в Мюнхене, серебряный и дважды бронзовый призёр чемпионатов Европы, победитель многих турниров национального и международного значения.

## Биография
Жан-Клод Брондани родился 2 февраля 1944 года в коммуне Уй департамента Ивелин. Активно заниматься дзюдо начал с раннего детства, проходил подготовку в местном спортивном клубе Gant d'Or d'Houilles.
Первого серьёзного успеха на взрослом международном уровне добился в 1964 году, когда попал в основной состав французской национальной сборной и побывал на чемпионате Европы в Восточном Берлине, откуда привёз награду бронзового достоинства, выигранную в тяжёлом весе среди любителей. В 1970 году на европейском первенстве в том же Берлине вновь стал бронзовым призёром, но уже в абсолютной весовой категории.
На чемпионате Европы 1972 года в голландском Ворбурге Брондани выиграл серебряную медаль в абсолютной категории, потерпев единственное поражение в финале от титулованного голландца Виллема Рюска. Благодаря череде удачных выступлений удостоился права защищать честь страны на летних Олимпийских играх в Мюнхене — боролся здесь одновременно в тяжёлой и абсолютной весовых категориях, в первом случае занял лишь пятое место, тогда как во втором случае завоевал бронзовую олимпийскую медаль. Вскоре по окончании этих соревнований принял решение завершить карьеру профессионального спортсмена, уступив место в сборной молодым французским дзюдоистам.